# Helena Margaretha Hutschenruyter
Helena Margaretha Hutschenruyter , född 1832, död 1859, var en nederländsk sångare.
Hon var student vid Rotterdams musikskola i Society for the Promotion of Toonkunst. Enligt Florentius Cornelis Kist, läkare och musikälskare, var den berömda svenska sopranen Jenny Lind och den italienska sångerskan Anna Bochkoltz-Falconi hennes förebilder. 
Från 1856 uppträdde Helena Hutschenruyter regelbundet som solist. I december samma år uppträdde hon med musikbolaget Uit Kunstliefde i Middelburg. I sångerna ackompanjerade hennes far henne vid pianot, i ariorna dirigerade han orkestern. 1858 uppträdde hon för första gången med orkestern i Rotterdamföreningen Eruditio Musica, hennes fars orkester. Hon hade en kort men uppmärksammad och framgångsrik karriär som konsertsångare (sopran). 